# Syntenie
Syntenie is het meer dan eenmaal voorkomen van (groepen van) genen op hetzelfde chromosoom. Syntenische (of syntene) gebieden kunnen ontstaan zijn bij mutaties en bij soortvorming. Bij meer of minder nauw verwante taxa komen overeenkomstige (of homologe) groepen van genen voor op vergelijkbare chromosomen. Deze groepen van genen heten syntene blokken. 

## Syntenie-analyse
Door DNA-sequencing en het in kaart brengen van genen bij een grote verscheidenheid van soorten is het duidelijk geworden dat nauw verwante organismen overeenkomstige groepen van genen in onderling vergelijkbare plaatsen in het genoom hebben. Het verschijnsel van plaatsen (genomische gebieden) op de chromosomen met overeenkomstige genenvolgorde wordt syntenie genoemd.
Door syntenie-analyse kan bij vergelijking van de genomen van verwante soorten worden nagegaan of twee of meer regio's afgeleid zijn van een overeenkomstig genomisch gebied, de syntenische gebieden.

## Ontstaan
Syntenische gebieden kunnen ontstaan zijn bij soortsvorming en bij genoomverdubbeling. De analyse van de syntenie laat zien hoe in de loop van de evolutie de chromosomen zijn opgeknipt en weer aan elkaar geplakt, zoals door segmentmutaties als deleties, inversies, inserties, translocaties en duplicaties. 
Inversies van de genen van syntene blokken kunnen het beeld vertroebelen. Door translocaties kunnen genen zelfs op andere chromosomen terechtkomen.